# ガオグライ・ゲーンノラシン
ガオグライ・ゲーンノラシン（タイ：ก้าวไกล แก่นนรสิงห์、羅：Kaoklai Kaennorsing、1983年9月13日 - ）は、タイの男性ムエタイ選手、キックボクサー、プロボクサー。本名はアーティッド・ダムカム（อาทิตย์ ดำขำ ）。コーンケーン県出身。元WBCムエタイ世界ライトヘビー級王者。

## プロフィール
幼少時代を毎日のようにいじめられて過ごし、そんな日常から抜け出したい一心でムエタイを始める。「極貧でありながら立派に自分を育ててくれた」と両親に感謝しており、「恩返しがしたい」とリングに上がる。
2004年にはチャンプア・ゲッソンリット以来のタイ人選手によるK-1 WORLD GP決勝トーナメント進出を果たし、ベスト4となった。
そして獲得した賞金で母国タイに土地を買い両親にプレゼントした。今後はそこに家を建てるべくもう1度活躍したいと考えている。引退後の夢は小さな食堂を開くこと。好きなスポーツはセパタクロー、苦手なものはヘビ。
WORLD GPシリーズにおいて体格差を超越した戦いで一気にブレイクしたが、元々はMAXシリーズに参戦したかったとのこと。減量を敢行し、念願のMAXの大会で佐藤嘉洋と対戦するが判定負け。「減量で苦しむくらいならヘビー級で闘ったほうがいい」と語り、依然、重量級を主戦場にし続けているが、黒星が目立ちスランプに陥っていた時期があった。また、現WBCムエタイ世界ライトヘビー級王者だが、現在はK-1はおろか日本のリングからも遠ざかっている。現在はシンガポールでインストラクターをしている。

## 来歴
2004年7月17日、韓国ソウルで行なわれたK-1 WORLD GP 2004 in SEOULに出場。全選手中最軽量ながらも、ムエタイで培った技術でヘビー級の選手のパワーを攻略し、優勝を果たした。1回戦でデニス・カーンを右ストレートで1RKOし、準決勝で中迫剛、決勝で子安慎悟にそれぞれ判定勝ちを収めた。
2004年9月25日、K-1 WORLD GP 2004 開幕戦に参戦。体重・体格差を覆しアレクセイ・イグナショフに延長1R判定勝ち。同年12月4日の決勝トーナメントに進出が決定する。この試合中、リングに片膝を付き更に頭を傾けた姿勢をとって掠めるほどギリギリのところでハイキックをかわしたことで観衆の注目を浴びる。この姿を映画『マトリックス』の有名なシーンになぞらえて「マトリックス避け」と宣伝され、以後日本で「マトリックス」の異名をとることとなる。
2004年11月6日、新日本キックボクシング協会「TITANS 1st」に参戦。マイク・ベルナルドと引き分け。
2004年12月4日、K-1 WORLD GP 2004 決勝トーナメントに参戦。準々決勝で体重差53kgのマイティ・モーに右ハイキックで1RKO勝ち。準決勝で武蔵と対戦。延長の末、判定負け。
2005年3月19日、K-1 WORLD GP 2005 in SEOULに参戦。1回戦で張慶軍、準決勝で堀啓をそれぞれ判定で下し、2年連続で決勝に進むも、体重差82kg・身長差38cmのチェ・ホンマンに延長判定負け。
2005年8月22日、新日本キックボクシング協会「TITANS 2nd」に参戦。今回で2戦目となる中迫剛から、ダウンを奪っての判定勝ち。
2005年9月23日、K-1 WORLD GP 2005 開幕戦に、昨年のベスト8ファイターとして参戦。レイ・セフォーに判定負け。
2005年10月12日、K-1 WORLD MAX 2005 世界王者対抗決定戦に参戦。減量し、佐藤嘉洋と対戦。判定負け。
2006年4月28日、新日本キックボクシング協会「TITANS 3rd」に参戦。天田ヒロミと引き分け。
2006年6月3日、K-1 WORLD GP 2006 in SEOULに参戦。準々決勝で中迫強と対戦。ダウンを奪われ、判定負け。リベンジを許してしまう。
2006年10月1日、SLAMMにてタイロン・スポーンと対戦し、1RKO負け。
2007年1月13日、トルコで行なわれた4人参加のヘビー級トーナメントに出場。アゼム・マクスタイに延長判定勝ち、マゴメド・マゴメドフに1RKO負け。ヘビー級で初のKO負けを喫した。
2007年6月22日、XPLOSION SUPER FIGHT 16にてネイサン・コーベットと対戦し、2RKO負け。
2008年3月30日、The KHANにてフランソワ・"ザ・ホワイトバッファロー"・ボタと対戦し、判定負け。
2010年3月14日、士道館所属のマグナム酒井とWBCムエタイ世界ライトヘビー級王座を賭け対戦、3Rに肘打ちでKO勝利を収め、王座を獲得した。
2013年現在も日本以外の国で試合をしている。また、2012年頃、体にびっしりタトゥーを入れた。

## 戦績
- キックボクシング（K-1、ムエタイを含める）： 133戦/88勝/40敗/15KO/5分

| 勝敗 | 対戦相手                                     | 試合結果                         | 大会名                                                                                                 | 開催年月日     |
| ×    | 方便                                         | 3R終了 判定                      | 武林風                                                                                                 | 2012年12月31日 |
| ×    | サイモン・マーカス                           | 5R終了 判定                      | Suk Wan Muaythai Naikhanomtom                                                                          | 2012年3月16日  |
| ×    | ジョー・シリング                             | 1R2:43 TKO（レフェリーストップ） | M-One "Team Thailand vs. Team America"                                                                 | 2011年10月21日 |
| ○    | ロベルト・コッコ                             | 5R終了 判定                      | Muaythai Premier League: Round 2                                                                       | 2011年10月8日  |
| ×    | アオテゲン・バテール                         | 3R終了 判定                      | Fist of legend-International tournament fight                                                          | 2011年9月15日  |
| ○    | サイルス・ワシントン                         | 3R TKO（レフェリーストップ）     | Thailand Versus Challenger Series 2011                                                                 | 2011年7月23日  |
| ×    | イワン・ペントゥカ                           | 3R終了 判定                      | China Fight Night                                                                                      | 2011年6月18日  |
| ×    | アーテム・レヴィン                           | 5R終了 判定                      | Martial Arts Festival "For Russia"                                                                     | 2011年2月23日  |
| ○    | マルコ・アスチェンブレンナー                 | 1R TKO                           | Thailand vs Challenger series "Thailand vs Germany"                                                    | 2010年11月14日 |
| ○    | マヌ・ノートン                               | 判定                             | WCK Full Rules Muaythai Championship Event                                                             | 2010年8月21日  |
| ○    | アウレリエン・ダート                         | 1R KO（右フック）                | Muaythaitv Trophy et Ultimate Thai 5                                                                   | 2010年6月4日   |
| ○    | マグナム酒井                                 | 3R 1:20 KO（肘打ち）             | ワールド・チャンピオン・ムエタイ・エクストラバギャンザ 【WBCムエタイ世界ライトヘビー級タイトルマッチ】 | 2010年3月14日  |
| ×    | エミール・ゾーライ                           | 3R終了 判定                      | RETURN OF GLADIATORS                                                                                   | 2009年10月16日 |
| ×    | クリフトン・ブラウン                         | 5R終了 判定0-3                   | Champions of Champions 2 【WMCスーパーライトヘビー級王座決定戦】                                       | 2009年6月26日  |
| ×    | フランソワ・"ザ・ホワイトバッファロー"・ボタ | 3R終了 判定0-3                   | The KHAN                                                                                               | 2008年3月30日  |
| ×    | ネイサン・コーベット                         | 2R 2:58 KO（パンチ連打）         | XPLOSION SUPER FIGHT 16                                                                                | 2007年6月22日  |
| ×    | ヴィンセント・フィエルホーイ                 | 3R終了 判定                      | SLAM GALA                                                                                              | 2007年5月6日   |
| ○    | パク・ヨンス                                 | 延長R終了 判定3-0                | K-1 FIGHTING NETWORK KHAN 2007 IN SEOUL                                                                | 2007年2月18日  |
| ×    | マゴメド・マゴメドフ                         | 1R 2:59 KO（膝蹴り）             | K-1 Rules Heavyweight Tournament in Turkey 【決勝】                                                    | 2007年1月13日  |
| ○    | アゼム・マクスタイ                           | 3R+延長R終了 判定                | K-1 Rules Heavyweight Tournament in Turkey 【1回戦】                                                   | 2007年1月13日  |
| ×    | タイロン・スポーン                           | 1R KO                            | SLAMM - Netherland vs Thailand II                                                                      | 2006年10月1日  |
| ×    | 中迫強                                       | 3R終了 判定0-3                   | K-1 WORLD GP 2006 in SEOUL                                                                             | 2006年6月3日   |
| △    | 天田ヒロミ                                   | 3R終了 判定0-0                   | 新日本キックボクシング協会「TITANS 3rd」                                                               | 2006年4月28日  |
| ○    | プリンス・ハミッド                           | 3R終了 判定3-0                   | 新日本キックボクシング協会 〜宮川道場 FINAL 2005〜                                                     | 2005年12月18日 |
| ×    | 佐藤嘉洋                                     | 3R終了 判定0-2                   | K-1 WORLD MAX 2005 〜世界王者対抗戦〜                                                                  | 2005年10月12日 |
| ×    | レイ・セフォー                               | 3R終了 判定0-3                   | K-1 WORLD GP 2005 in OSAKA 開幕戦 【1回戦】                                                            | 2005年9月23日  |
| ○    | 中迫剛                                       | 3R終了 判定3-0                   | 新日本キックボクシング協会「TITANS 2nd」                                                               | 2005年8月22日  |
| ×    | チェ・ホンマン                               | 延長R終了 判定0-3                | K-1 WORLD GP 2005 in SEOUL 【ASIA GP 決勝】                                                            | 2005年3月19日  |
| ○    | 堀啓                                         | 3R終了 判定3-0                   | K-1 WORLD GP 2005 in SEOUL 【ASIA GP 準決勝】                                                          | 2005年3月19日  |
| ○    | 張慶軍                                       | 3R終了 判定3-0                   | K-1 WORLD GP 2005 in SEOUL 【ASIA GP 1回戦】                                                           | 2005年3月19日  |
| ×    | 武蔵                                         | 延長R終了 判定0-3                | K-1 WORLD GP 2004 決勝戦 【準決勝】                                                                    | 2004年12月4日  |
| ○    | マイティ・モー                               | 1R 2:40 KO（右ハイキック）       | K-1 WORLD GP 2004 決勝戦 【準々決勝】                                                                  | 2004年12月4日  |
| △    | マイク・ベルナルド                           | 3R終了 判定0-1                   | 新日本キックボクシング協会「TITANS 1st」                                                               | 2004年11月6日  |
| ○    | アレクセイ・イグナショフ                     | 延長R終了 判定2-1                | K-1 WORLD GP 2004 in TOKYO 開幕戦 【1回戦】                                                            | 2004年9月25日  |
| ○    | 子安慎悟                                     | 延長2R終了 判定3-0               | K-1 WORLD GP 2004 in SEOUL 【ASIA GP 決勝】                                                            | 2004年7月17日  |
| ○    | 中迫剛                                       | 3R終了 判定2-0                   | K-1 WORLD GP 2004 in SEOUL 【ASIA GP 準決勝】                                                          | 2004年7月17日  |
| ○    | デニス・カーン                               | 1R 1:48 KO（右ストレート）       | K-1 WORLD GP 2004 in SEOUL 【ASIA GP 1回戦】                                                           | 2004年7月17日  |
| ×    | 松本哉朗                                     | 2R 1:09 KO（パンチ）             | 新日本キックボクシング協会「MAGNUM 3」                                                                 | 2003年10月12日 |
| ×    | サゲッダーオ・ギャットプートン               | 判定                             | 不明                                                                                                   | 2003年4月30日  |
| ○    | ヂャルンサック・チューワッタナ               | 判定                             | スッグヨードムエローク クラティーンデーン                                                              | 2002年12月13日 |
| －   | 松本哉朗                                     | 無効試合                         | 新日本キックボクシング協会「ROAD TO MUAY-THAI 2002」                                                   | 2002年10月20日 |
| ○    | 大宮司進                                     | 判定                             | ラジャダムナン・スタジアム                                                                             | 2000年4月9日   |

- - 2004年4月、吉野弘幸とノンタイトル10回戦を行ない、10R判定勝ち。

## 獲得タイトル
- ラジャダムナン・スタジアム認定ウェルター級王座
- ラジャダムナン・スタジアム認定スーパーウェルター級王座
- K-1 WORLD GP 2004 in SEOUL 優勝
- IKKCムエタイ世界クルーザー級王座
- WBCムエタイ世界ライトヘビー級王座（0度防衛）